# Källs-Nöbbelövs landskommun
Källs-Nöbbelövs landskommun var en tidigare kommun i dåvarande Malmöhus län.

## Administrativ historik
Kommunen bildades i Källs-Nöbbelövs socken i Onsjö härad i Skåne när 1862 års kommunalförordningar trädde i kraft. 
Vid kommunreformen 1952 uppgick kommunen i Teckomatorps landskommun som upplöstes 1969 då denna del uppgick i Svalövs landskommun som 1971 ombildades till Svalövs kommun.